# Золотий перетин

Золотий прямокутник, в якому довша сторона позначена як a, а коротша сторона — b, якщо доповнити поруч квадратом зі сторонами довжиною в a, утворить подібний золотий прямокутник із довшою стороною a + b і коротшою стороною a. Це демонструє відношення.

У математиці та мистецтві дві величини утворюють золотий пере́тин, якщо відношення їхньої суми до більшої величини дорівнює відношенню більшої до меншої. Це відношення заведено позначати грецькою буквою {\displaystyle \varphi \,} (фі).
Золотий перетин вважається співвідношенням найвідповіднішим естетичному сприйняттю зображення. Застосовується в мистецтві й архітектурі, найчастіше як золотий прямокутник. Золотий прямокутник утворюється при поділі відрізку {\displaystyle AB} в такій точці {\displaystyle O}, що площа прямокутника, одною стороною якого є весь відрізок, а іншою — менший з відрізків, дорівнює площі квадрата з більшим відрізком як стороною ({\textstyle |AB|\times |OB|=|AO|^{2}}). 
{\displaystyle \varphi ={\frac {AO+OB}{AO}}={\frac {AO}{OB}}}.
Це рівняння має єдиний додатний розв’язок
{\displaystyle \varphi ={\frac {1+{\sqrt {5}}}{2}}\approx 1{,}61803398874989484\dots }
Відношення двох відрізків приблизно дорівнює 13:8.
Число {\displaystyle \varphi \,} деколи називають золотим числом.

## Наближення
Наближення Золотого перетину з точністю 1000 знаків після десяткової коми:
```
1,6180339887 4989484820 4586834365 6381177203 0917980576 2862135448 6227052604 6281890244 9707207204 1893911374 8475408807 5386891752 1266338622 2353693179 3180060766 7263544333 8908659593 9582905638 3226613199 2829026788 0675208766 8925017116 9620703222 1043216269 5486262963 1361443814 9758701220 3408058879 5445474924 6185695364 8644492410 4432077134 4947049565 8467885098 7433944221 2544877066 4780915884 6074998871 2400765217 0575179788 3416625624 9407589069 7040002812 1042762177 1117778053 1531714101 1704666599 1466979873 1761356006 7087480710 1317952368 9427521948 4353056783 0022878569 9782977834 7845878228 9110976250 0302696156 1700250464 3382437764 8610283831 2683303724 2926752631 1653392473 1671112115 8818638513 3162038400 5222165791 2866752946 5490681131 7159934323 5973494985 0904094762 1322298101 7261070596 1164562990 9816290555 2085247903 5240602017 2799747175 3427775927 7862561943 2082750513 1218156285 5122248093 9471234145 1702237358 0577278616 0086883829 5230459264 7878017889 9219902707 7690389532 1968198615 1437803149 9741106926 0886742962 2675756052 3172777520 3536139362

```

## Історія
Вважається, що поняття про золотий перетин запровадив Піфагор. Утім, існує припущення, що Піфагор запозичив знання золотого перетину у єгиптян і вавилонян.
Ідеї Піфагора у своїх дослідженнях продовжив Платон. Його діалог Тімей висвітлює математичні й естетичні переконання школи Піфагора і, зокрема, питання золотого перетину.
В античній літературі, що дійшла до нас, золотий перетин вперше згадується в «Початках» Евкліда — у 2-й книзі дається геометрична побудова «золотого перетину». Після Евкліда його вивчали Гіпсикл (II ст. до н.е.) та Папп. 
У середньовічній Європі із «золотим перетином» знайомились за арабськими перекладами Евкліда. Секрети «золотого перетину» ревно оберігалися й були відомі лише утаємниченим.
В епоху Відродження інтерес до золотого перетину серед учених і художників посилився, зокрема, у зв’язку з його застосуванням, як у геометрії, так і в мистецтві, особливо — в архітектурі. Велику увагу йому приділив Леонардо да Вінчі. Саме він дав співвідношенню назву «золотий перетин» (лат. Sectio aurea). 1509 року у Венеції було видано книгу Луки Пачолі «Божественна пропорція» з блискуче виконаними ілюстраціями (вважають, що їх зробив Леонардо да Вінчі). Над тими ж проблемами працював Альбрехт Дюрер у Німеччині.
З часом про золотий переріз дещо забули. Знову його «відкрив» німецький дослідник Адольф Цейзінг у своїй праці «Естетичні дослідження» (1855 р.)

## Математичні властивості
- Міра ірраціональності {\displaystyle \varphi } дорівнює 2.

### Обчислення значення золотого перетину
Золотий перетин {\displaystyle \varphi } можна обчислити безпосередньо з означення:
{\displaystyle {\frac {a+b}{a}}={\frac {a}{b}}=\varphi }.
Праве рівняння дає {\displaystyle a=b\varphi \,}. Підставляючи цю рівність у ліву частину:
{\displaystyle {\frac {b\varphi +b}{b\varphi }}={\frac {b\varphi }{b}}}.
Скоротивши {\displaystyle b\,} отримаємо:
{\displaystyle {\frac {\varphi +1}{\varphi }}=\varphi }.
Помноживши обидві частини на {\displaystyle \varphi \,} після перестановки отримаємо:
{\displaystyle \varphi ^{2}-\varphi -1=0.}
Це квадратне рівняння має два розв’язки, один з яких є додатнім
{\displaystyle \varphi ={\frac {1+{\sqrt {5}}}{2}}\approx 1{,}6180339887\dots \,}

### Зв’язок із числами Фібоначчі

Спіраль Фібоначчі

Золотий перетин є границею відношення двох сусідніх членів у послідовності Фібоначчі:
{\displaystyle \lim _{n\to \infty }{\frac {F_{n+1}}{F_{n}}}=\varphi }.
При цьому члени послідовності {\displaystyle {\frac {F_{n+1}}{F_{n}}}} збігаються до {\displaystyle \varphi \,} поперемінно: один елемент — знизу, наступний — зверху тощо. Наприклад,
{\displaystyle {\frac {F_{6}}{F_{5}}}={\frac {8}{5}}=1{,}6<\varphi <{\frac {F_{7}}{F_{6}}}={\frac {13}{8}}=1{,}625}.
Формула Біне виражає за допомогою {\displaystyle \varphi \,} значення числа Фібоначчі {\displaystyle F_{n}\,} в явному вигляді:
{\displaystyle F_{n}={\frac {\varphi ^{n}-(-\varphi )^{-n}}{\varphi -(-\varphi )^{-1}}}={\frac {\left({\frac {1+{\sqrt {5}}}{2}}\right)^{n}-\left({\frac {1-{\sqrt {5}}}{2}}\right)^{n}}{\sqrt {5}}}\approx {\frac {\varphi ^{n}}{\sqrt {5}}}\quad (n\geq 1)}.
Окрім цього, послідовні степені числа {\displaystyle \varphi \,} задовільняють рекурентному співвідношенню ідентичному до чисел Фібоначчі:
{\displaystyle \varphi ^{n+2}=\varphi ^{n+1}+\varphi ^{n}}.
Спіраль Фібоначчі (див. рисунок) є наближенням золотої спіралі.

### Золотий перетин у пентаграмі

Червоний : Зелений =
Зелений : Синій =
Синій : Фіолетовий =

Золотий перетин виступає у правильній пентаграмі, яка вважалася магічним символом у багатьох культурах. Точка перетину сторін ділить їх у золотій пропорції. Більша частина сторони також ділиться у золотій пропорції іншою точкою перетину.
Пентаграма містить п’ять гострокутних та п’ять тупокутних золотих трикутників. У кожному з них співвідношення довжини довшої та коротшої сторони утворює золотий перетин.
Якщо побудувати нескінченну пентаграму (продовжити "правильну п’ятикутну зірку" п’ятикутниками і "вістряками" назовні і всередину) і надати якомусь її відрізку значення 1,000, отримаємо ряд чисел, який є послідовними степенями числа Ф (фі): Ф0 = 1,000…, Ф1 = 1,6180339…, Ф2 = 2,6180339…, Ф3 = 4,2360679…, Ф4 = 6,8541019…, Ф5 = 11,0901699, і "всередину" (в сторону менш як 1,00): Ф−1 = 0,6180339…, Ф−2 = 0,3819660…, Ф−3 = 0,2360679…, Ф−4 = 0,1458980…. Можна виявити дивну властивість цих двох послідовностей ( "назовні" і "всередину" від одиниці): парні степені Ф дають цілі числа при додаванні: Фn + Ф−n, а непарні — при відніманні Фn − Ф−n. Отримуємо цілочисельний ряд 2, 1, 3, 4, 7, 11, 18…, названий "рядом Люка". Ряд Фібоначчі виходить схожим чином, при діленні на V5 (корінь з 5): (Фn + Ф−n) / V5 для непарних n = 2k + 1  і  (Фn − Ф-n )/ V5 для парних n = 2k (тут навпаки: непарні степені Ф додаються, а парні — віднімаються). Обидві формули вивів в 19 столітті французький математик Жак Філіп Марі Біне (1786 — 1856).
Варто також зауважити, що будь-який ряд, з будь-якими початковими числами, у якого наступний член виходить додаванням двох попередніх {\displaystyle X_{n+1}=X_{n}+X_{n-1}}, — у великих числах (при {\displaystyle n\rightarrow \infty }) прагне до "золотого співвідношення" між сусідніми членами. Тобто до класичної формули знаходження числа Ф через V5: Ф = (1 + V5) / 2 ми можемо додати ще дві: Ф як границя співвідношення між сусідніми членами будь-якого ряду Фібоначчі: {\displaystyle \Phi =\lim(X_{n}/X_{n-1})} при {\displaystyle n\rightarrow \infty }, і третя формула виходить з геометрії пентаграми: {\displaystyle \Phi =2\cos 36^{\circ }}.

## Застосування і прояви

### Золотий перетин і гармонія в мистецтві

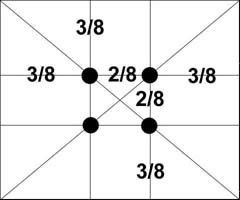
Золотий перетин і зорові центри

Під «правилом золотого перетину» в архітектурі та мистецтві зазвичай розуміються композиції, що містять пропорції, близькі до золотого перетину.
Деякі з тверджень на доказ гіпотези знання древніми правила золотого перетину:
- Пропорції піраміди Хеопса, храмів, барельєфів, предметів побуту і прикрас з гробниці Тутанхамона свідчать, що єгипетські майстри користувалися співвідношеннями золотого перерізу при їх створенні[джерело?].
- Згідно з Ле Корбюзьє, в рельєфі з храму фараона Сеті I в Абідосі й у рельєфі, що зображує фараона Рамзеса, пропорції фігур відповідають золотому перетину. У фасаді давньогрецького храму Парфенона також наявні золоті пропорції. У циркулі з давньоримського міста Помпеї (музей в Неаполі) також закладено пропорції золотого перетину, тощо. При обговоренні оптимальних співвідношень сторін прямокутників (розміри аркушів паперу A0 і кратні, розміри фотопластинок (6:9, 9:12) або кадрів фотоплівки (часто 2:3), розміри кіно- і телевізійних екранів — наприклад, 4:3 або 16:9) були випробувані найрізноманітніші варіанти. Виявилося, що більшість людей не сприймає золотий перетин як оптимальний і вважає його пропорції «занадто витягнутими»[джерело?].
- Слід зазначити, що сама пропорція є, скоріше, еталонним значенням, матрицею, відхилення від якої у біологічних видів, можливо, викликані пристосуванням до навколишнього середовища в процесі життя. Прикладом таких «відхилень» може служити морська камбала.

Всі пропорції та елементи збудованої приблизно на початку XIII століття П’ятницької церкви в Чернігові перебувають у співвідношенні, яке майже точно відповідає «золотому перетину».

### Золотий перетин у музиці
Дослідження показали, що кульмінація багатьох творів класичної музики розташована між початком і кінцем у співвідношенні 8:5 — тобто в точці золотого перетину. Професор Лев Мазель проаналізував твори майже всіх найвидатніших композиторів і дійшов висновку, що найчастіше золотий перетин використовували Людвіг ван Бетховен (у 97 % творів), Йозеф Гайдн (також 97 % творів), Фридерик Шопен (92 %), Вольфганг Амадей Моцарт (91 %), Франц Шуберт (91 %) та багато інших композиторів.

### Приклади свідомого використання

Мозаїка Пенроуза

Починаючи з Леонардо да Вінчі, багато художників свідомо використовували пропорції «золотого перетину». Йоганн Себастьян Бах у своїй триголосній інвенції E-dur № 6 BWV 792 використовував двочастну форму, в якій співвідношення розмірів частин відповідає пропорціям золотого перетину. 1 частина — 17 тактів, 2 частина — 24 такти (невеликі невідповідності вирівнюються завдяки ферматі в 34 такти).
Геометрія плану гробниці фараона Стародавнього Єгипту Менеса побудована з використанням пропорції, яку ми зараз пов’язуємо з золотим перетином.

### В біології та медицині

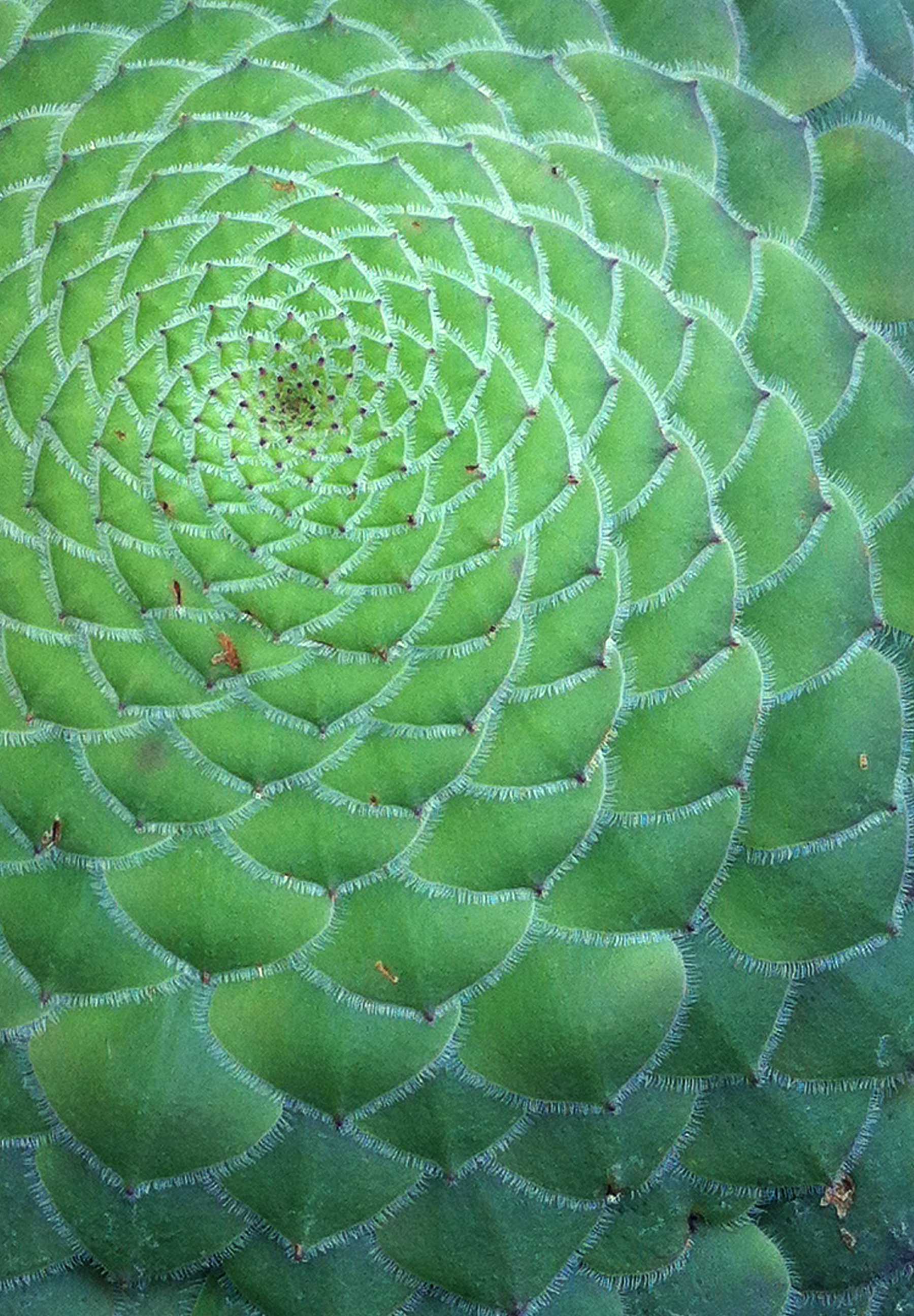
Деталі рослини Aeonium tabuliforme де видно багатократне спіральне впорядкування (парастихи)

Живі організми також мають властивості, характерні для «золотого перетину». Наприклад, пропорції тіл, спіральні структури або параметри біоритмів.
Адольф Цейзинг, основними інтересами якого були математика і філософія, помітив, що золотий перетин зустрічається у природі в структурі частин рослин, наприклад в розміщенні листя і гілок здовж стебла рослин, а також внутрішніх жилок листків. Він продовжив своє дослідження і знайшов це співвідношення в будові скелетів тварин і розгалужень вен та нервів, в пропорціях хімічних складових і геометрії кристалів, і навіть доклав це до вжитку в мистецтві. Знайшовши ці патерни у природі він вбачав, що золотий перетин діє як універсальний закон. Відносно цієї схеми золотого перетину в основі пропорцій людського тіла, Цейзинг в 1854 сформулював універсальний закон, "у якому міститься основний принцип формотворних прагнень до прекрасного і довершеного як у сфері природи, так і мистецтва, і який пронизує всі структури, форми та пропорції" різної природи.
У 2010, в журналі Science повідомлялося, що золотий перетин присутній в атомній структурі у вигляді магнітного резонансу спінів в кристалах ніоббату кобальту.
У 1991 році, декілька вчених висунули думку про можливий зв’язок між золотим перетином і ДНК людського геному.
Однак, багато вчених заперечили, що багато тверджень щодо виявлення золотого перетину в природі, особливо щодо розмірів тварин, є фіктивними.

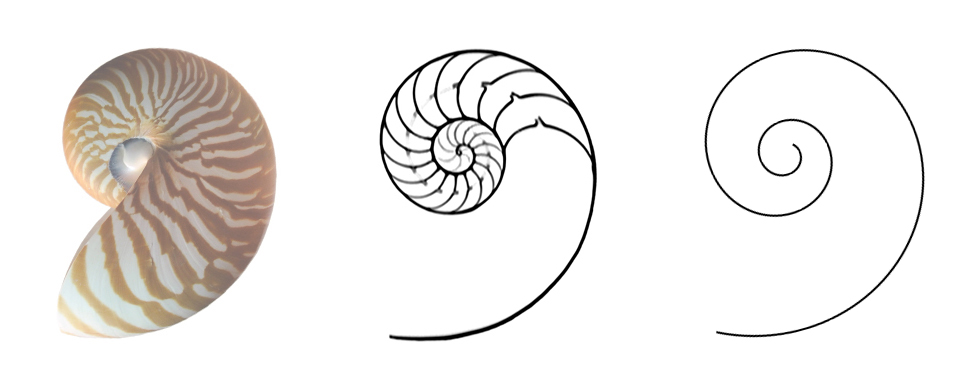
Золотий перетин у природі